# Fools Rush In
Fools Rush In (Where Angels Fear to Tread) ist der Titel eines Jazzstandards, der 1940 erstmals in der Fassung von Bob Crosby erschien.

## Entstehungsgeschichte

Bob Crosby - Fools Rush In

Glenn Miller - Fools Rush In

Der jüdisch-amerikanische Komponist Reuben „Rube“ Bloom schuf 1939 unter dem Titel Shangri La ein Instrumentalstück, zu dem Johnny Mercer später einen Text verfasste. Der von Mercer gewählte Titel Fools Rush In (Where Angels Fear to Tread) geht auf ein von dem englischen Dichter Alexander Pope verfasstes erstes größeres Werk „An Essay on Criticism“ („Ein Versuch über die Kritik“) zurück, das am 15. Mai 1711 zunächst anonym veröffentlicht wurde. Hierin kommt die Zeile „For Fools rush in where Angels fear to tread“ vor.
Bob Crosby (Gesang: Marion Mann) nahm den Musiktitel am 18. März 1940 mit seinem Orchester als erster auf (Decca 3154) und konnte sich damit in der Hitparade nicht platzieren. Innerhalb weniger Tage folgten vier Coverversionen. Tommy Dorsey (29. März 1940) landete nach Veröffentlichung im Mai 1940 auf Rang 12, Glenn Miller (Gesang: Ray Eberle; 31. März 1940) hatte mit seiner Fassung den größten Erfolg aller Versionen. Nach Veröffentlichung im April 1940 erreichte er am 20. Juli 1940 für eine Woche Rang 1 der Pop-Hitparade. Es folgte Tony Martin (31. März 1940) mit Rang 14 als höchster Platzierung, während Mildred Bailey (2. April 1940) und Billy Eckstine (als B-Seite von Blue Moon bereits am 9. Oktober 1947 aufgenommen; veröffentlicht im November 1948) die Charts verfehlten. Durch Anne Shelton mit dem Orchester von Bert Ambrose wurde das Lied 1940 auch in Großbritannien ein Hit.
In den 1950er Jahren erschien mindestens ein Dutzend weiterer Fassungen, darunter Tony Bennetts Ballade (veröffentlicht am 28. Juli 1958) oder die Doo-Wop-Version der Cadets (November 1956).

## Frank Sinatra und weitere Coverversionen
Frank Sinatra war gerade im Januar 1940 zu Tommy Dorsey gewechselt und nahm das Stück für RCA Victor am 29. und 30. März 1940 (Mitternacht) erstmals auf. Nach mehreren Radio-Fassungen griff Sinatra als Solist das Stück am 31. Oktober 1947 für Columbia Records erneut auf. Am 1. März 1960 ließ er von Nelson Riddle für Capitol Records eine Balladenfassung für das im Juli 1960 veröffentlichte Album Nice’n Easy arrangieren, das zu Sinatras erfolgreichsten Alben gehört. Allerdings gelang es Sinatra mit den vielen Fassungen nicht, die Hitparade zu erreichen.
Anfang der sechziger Jahre gelangten gleich drei Versionen auf mittlere Ränge der Pop-Hitparade. Brook Benton (November 1960; Platz 5 in den Rhythm-&-Blues-Charts), Etta James (September 1962; Platz 87) und Rick Nelson (September 1963, aufgenommen bei Western Recorders; Platz 12) brachten ganz unterschiedliche Arrangements heraus. Dean Martin zog mit einer am 4. August 1964 veröffentlichten Fassung nach, verfehlte allerdings die Charts.
Peter Beil brachte 1963 unter dem Pseudonym Die Ricky Boys eine deutsche Version unter dem Titel Muß das sein auf den Markt, die die deutsche Hitparade verfehlte. Elvis Presley nahm den Song am 18. Mai 1971 in Nashville für das im Februar 1972 erschienene Album Elvis Now im Samba-Rhythmus auf. Der ASCAP zufolge gibt es über 60 Fassungen von Fools Rush In.